# أليخاندرو ريسو
أليخاندرو ريسو (بالإسبانية: Alejandro Risso)‏ هو لاعب كرة قدم أرجنتيني في مركز الهجوم، ولد في 16 مارس 1988 في مدينة لوخان، مقاطعة بوينس آيرس في الأرجنتين. لعب مع يونيون لا كاليرا.